# علم الأوبئة العصبية
علم الأوبئة العصبية أو الوبائيات العصبية هو علم حالات الإصابة الجديدة والانتشار وعوامل الخطر والتاريخ الطبيعي والمآل للاضطرابات العصبية، بالإضافة إلى علم الوبائيات العصبية التجريبي، وهو بحث يعتمد على التجارب السريرية لفعالية أو نجاعة التدخلات المختلفة في الاضطرابات العصبية.

## المؤتمرات
عُقد المؤتمر الدولي الأول لعلم الأعصاب السريري وعلم الأوبئة في عام 2009 لعرض التقدم في علم الأوبئة غير التجريبي والتجريبي (التجارب السريرية) للاضطرابات العصبية.

## البرامج والتدريب
تقدم العديد من المؤسسات في الولايات المتحدة تدريبًا رسميًا وخبرة بحثية في علم الأوبئة العصبية، بما في ذلك:
- تقديم منح تدريبية للباحثين في مرحلة ما قبل وما بعد الدكتوراه من قسم علم الأوبئة في كلية الدراسات العليا للصحة العامة بجامعة بيتسبرغ.[2][3]
- برنامج التدريب على علم الأوبئة العصبية الذي تقدمه كلية ميلمان للصحة العامة بجامعة كولومبيا.[4]
- برنامج التدريب على علم الأوبئة العصبية بجامعة ميريلاند.[5]

بالإضافة إلى ذلك، يقدم مركز أبحاث السكتة الدماغية في قسم طب الأعصاب وإعادة التأهيل في كلية الطب بجامعة إلينوي زمالة في علم الأوبئة العصبية. تقدم جامعة ولاية ميشيغان أيضًا زمالة في علم الأوبئة العصبية كجزء من البرنامج الدولي لعلم الأوبئة العصبية والنفسية.
تطورت مجموعات بحثية في بعض معاهد البحوث الطبية الرائدة في جميع أنحاء الولايات المتحدة، مع استمرار توسع مجال علم الأوبئة العصبية. يمكن العثور على المجموعات البحثية النشطة حاليًا على:
- لدى مجموعة أبحاث الدماغ الإلكتروني التابعة لكلية الدراسات العليا للصحة العامة بجامعة بيتسبرغ العديد من المشاريع البحثية الجارية. يسلط نموذجهم التصوري الضوء على استخدام التصوير العصبي في أبحاثهم.
- تعمل مجموعة أبحاث علم الأوبئة العصبية في كلية تي أتش تشان للصحة العامة في جامعة هارفارد بنشاط على التحقيق في الأمراض العصبية بما في ذلك التصلب المتعدد، ومرض باركنسون، والتصلب الجانبي الضموري، من بين أمراض أخرى.
- طوّرت جامعة كاليفورنيا في سان فرانسيسكو (UCSF) مجموعة أبحاث علم الأوبئة العصبية من خلال قسم جراحة الأعصاب في نفس الجامعة.

أنشأت منظمات بارزة أخرى مثل المعهد الوطني لعلوم الصحة البيئية وكايزر بيرماننت برامج بحثية في علم الأوبئة العصبية.